# Defesa da Ponte de Amarante
A Defesa da Ponte de Amarante foi um dos episódios mais marcantes da Segunda Invasão Francesa. De 18 de Abril a 2 de Maio de 1809, um exército formado por unidades das tropas regulares recentemente reorganizadas (tinham sido dissolvidas por ordem de Junot durante a Primeira Invasão Francesa), por regimentos de milícias, muitas ordenanças e civis voluntários, com grandes deficiências em armamento e equipamentos, com falta de oficiais e pouca instrução, sob comando do general Silveira, imobilizou parte importante das forças de Soult ao longo da linha do Tâmega. A sua acção ajudou a manter o isolamento daquelas forças francesas que ficaram, assim, impossibilitadas de contactar com outras forças da mesma nacionalidade localizadas em Espanha. Além disto, permitiu ganhar tempo para organizar o exército anglo-luso que iria expulsar os franceses de Portugal.

## Antecedentes
A Segunda Invasão Francesa foi iniciada pelo segundo Corpo de Exército (II CE) sob o comando do marechal Soult. No dia 29 de Março de 1809 foi travada a Batalha do Porto e as tropas francesas ocupam aquela cidade. Soult devia continuar a sua marcha até Lisboa mas, antes de retomar o avanço, tinha de entrar em contacto com a 2ª Divisão do general Lapisse que se encontrava em Salamanca, A Divisão de Lapisse pertencia ao I CE do marechal Victor que se encontrava em Mérida e que deveria enviar uma coluna de tropas pelo vale do Tejo em direcção a Lisboa quando Soult se aproximasse da capital portuguesa. Esta manobra de diversão obrigaria as forças defensoras a dividirem-se e isso iria favorecer o ataque vindo do Norte.
A cooperação entre o I CE de Victor e o II CE de Soult estava dependente dos contactos a estabelecer que iriam permitir coordenar o avanço de ambas as forças. Esses contactos seriam estabelecidos através da Divisão de Lapisse que tinha base em Salamanca. Lapisse tinha recebido instruções para capturar as praças de Ciudad Rodrigo e Almeida e avançar sobre Abrantes. A esta força, no entanto, opôs-se Sir Robert Wilson, à frente de uma força de cerca de 1.500 homens, a maior parte da Leal Legião Lusitana de que era o comandante. Devido à sua acção, Lapisse não conseguiu ocupar Almeida e ficava mais difícil o contacto com o II CE.
Quando Soult entrou em Portugal e ocupou Chaves, o general Silveira retirou em direcção a Vila Real; reocupou Chaves após Soult ter avançado para Braga e, depois de o grosso das forças franceses terem avançado para o Porto preparou-se para reconquistar aquela cidade. O desfecho da Batalha do Porto, em 29 de Março, levou-o a dirigir-se para Amarante. Ocupou a margem esquerda do Rio Tâmega e protegeu as pontes e vaus com obstáculos a fim de impedir os franceses de avançarem sobre Trás-os-Montes. Por um lado dificultava ainda mais as possibilidades de Soult entrar em contacto com tropas francesas na região de Leão e Castela e, por outro lado, constituía uma ameaça ao flanco do II CE. Antes de avançar para Lisboa, Soult necessitava neutralizar esta ameaça.

## As forças em presença
As forças portuguesas, sob comando do general Silveira, eram muito heterogéneas. Num conjunto de nove a dez mil homens podiam-se encontrar forças de regimentos de Infantaria, Cavalaria e Artilharia, de Caçadores, alguns elementos da Leal Legião Lusitana, regimentos de Milícias e de Ordenanças, muitos civis armados que decidiram juntar-se a este corpo e até três companhias de eclesiásticos. Nas tropas das Milícias e das Ordenanças, bem como a população que se lhes juntou, existia uma parte importante que não dispunha de armas de fogo e muitas destas estavam obsoletas. Existia, assim, um número elevado de combatentes sem condições para enfrentar as tropas francesas. Na Defesa da Ponte de Amarante estiveram presentes, além das ordenanças e civis, as seguintes unidades, todas elas apenas com parte, por vezes muito pequena, dos seus efectivos:
- Regimentos de Infantaria 12, 18 e 24;
- Regimentos de Cavalaria 6, 9 e 12;
- Regimentos de Artilharia 1 e 4;
- Leal Legião Lusitana (60 homens)
- Regimentos de Milícias de Basto, Braga, Canaveses, Chaves, Gestaçô, Guimarães, Lamego, Miranda e Vila Real.

Os franceses começaram por empenhar uma brigada de cavalaria e, à medida que iam surgindo as dificuldades, foram aumentando os efectivos nesta acção. Ao todo estiveram presentes ao longo da linha do Tâmega cerca de 9.000 homens, sendo 1.500 de cavalaria. Estas forças constituíam quase 43% dos efectivos à disposição de Soult. As unidades francesas eram as seguinte, pela ordem em que foram empenhadas:
- 1ª Brigada de Dragões da Divisão Lahoussaye, sob o comando do general Caulaincourt;
- 1ª Brigada de Infantaria da Divisão Delaborde, sob o comando do general Foy;
- 2ª Brigada de Infantaria da Divisão Delaborde, sob comando do general Arnaud;
- 2ª Brigada de Dragões da Divisão Lahoussaye, sob comando do general Marisy;
- 2ª Brigada de Infantaria da Divisão Merle, sob comando do general Sarrut.

O comando pertenceu a diferentes oficias em função das forças que se iam apresentando. Começou por pertencer ao general Caulaincourt até se apresentar a Brigada do general Foy. A partir daí o comando destas forças foi atribuído ao general Louis Henri Loison. Com a apresentação da Brigada do general Arnaud fica completa a Divisão de Infantaria do general Delaborde que assume o comando de todas as forças. A 2ª Brigada de Dragões de Marisy completa a Divisão de Lahoussaye. O comando das forças continuou a pertencer a Delaborde até à conquista da ponte.

## As operações
Soult necessitava estabelecer ligações com Lapisse. Para isso, ordenou que a Brigada de Dragões de Caulaincourt marchasse para Amarante com a finalidade de garantir a posse das pontes sobre o rio Tâmega. Saíram do Porto no dia de 30 de Março, pernoitaram em Valongo e, no dia 31 entraram em Penafiel. No dia 1 de Abril, dirigiram-se para Marco de Canaveses onde reconheceram e atacaram a ponte que era defendida por cerca de 2.000 ordenanças com 3 peças de artilharia. Após duas horas de combate, os franceses foram repelidos com cerca de 80 baixas e voltaram para Penafiel.
Entretanto, o general Silveira apercebeu-se que as forças francesas no Porto, após a saída de vários destacamentos (para Sul do rio Douro, para Norte, em direcção a Vigo, e para Amarante), tinha diminuído o seu valor e, assim, decidiu colocar parte das suas unidades a ocidente do rio Tâmega. Por outro lado, as forças de Caulaincourt, em Penafiel, eram diariamente flageladas por guerrilhas portuguesas o que leva aquele oficial a pedir reforços a Soult.
A 7 de Abril, a Brigada Foy e duas bocas de fogo de artilharia juntam-se à Brigada Caulaincourt e o General Loison é nomeado comandante desta força. A 9 de Abril, Loison envia duas forças de reconhecimento, uma em direcção a Canaveses, que não conseguiu passar a ponte tal como já tinha acontecido, e outra com cerca de 1.400 homens (800 de infantaria e 600 de cavalaria) em direcção a Amarante. As tropas do general Silveira que se encontravam na margem ocidental do Tâmega conseguiram repelir essa força que, por isso, não chegou àquela vila. Este sucesso levou o general Silveira a decidir passar o grosso das suas forças para ocidente do Tâmega e lançar uma ofensiva em direcção ao Porto. A 13 de Abril, o general Silveira avançou sobre Penafiel, Loison foi obrigado a evacuar esta cidade e, à semelhança de Caulaincourt, pediu reforços a Soult
Soult envia a Brigada Arnaud apoiada por 10 bocas de fogo de artilharia. Fica assim completa a Divisão de Delaborde e este general assume o comando das forças. É também enviada ordem a La Houssaye que, de Guimarães, marche para Amarante com a sua Brigada Marisy e com a Brigada Sarrut da Divisão Merle.

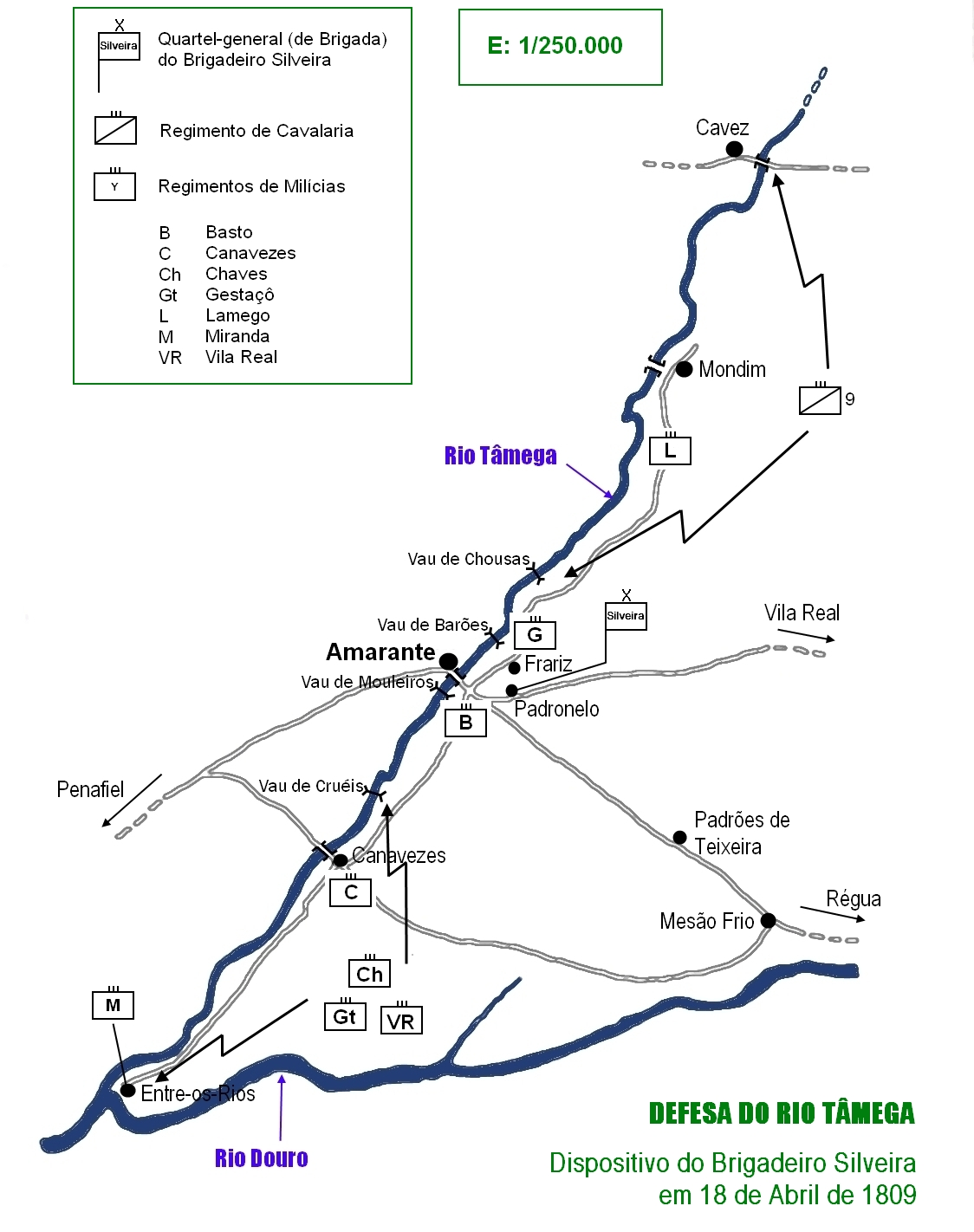
Esquema defensivo do rio Tâmega.

No dia 15 de Abril, Delaborde entra em Penafiel e, no dia 18, lança um ataque às forças portuguesas em Vila Meã. Estas foram obrigadas a retirar até à linha do Tâmega. Na margem ocidental do rio, as forças portuguesas apenas mantiveram o Convento de S. Gonçalo e a entrada da ponte. Nesta acção foi mortalmente ferido o TCOR Patrick, comandante das forças do RI 12 que protegeram a retirada das restantes tropas.
O general Silveira dividiu a defesa da linha do Tâmega em três sectores cujo comando atribuiu ao Capitão-Mor de Basto (Sector Norte), depois substituído pelo Coronel de Cavalaria Francisco Guedes de Carvalho e Meneses; ao Coronel António da Silveira, irmão do General Silveira (Sector Centro); ao Capitão-Mor de Tuías e Canaveses, António de Serpa Pinto (Sector Sul). Silveira colocou o seu Quartel-general em Padronelo (Ver mapas).
Com este dispositivo, Silveira pretendia impedir que os Franceses se apoderassem de pontes ou vaus que permitissem a passagem das suas tropas para a margem oriental do Tâmega, em especial a Ponte de S. Gonçalo em Amarante porque servia a principal estrada na região. Os franceses fizeram várias tentativas para passar o Tâmega em vários pontos, sem sucesso. No dia 21 de Abril conseguiram desalojar os defensores do Convento de S. Gonçalo. A 23 de Abril foi feita uma tentativa, infrutífera, de lançar uma ponte de cavaletes junto de uma represa a jusante de Amarante. 

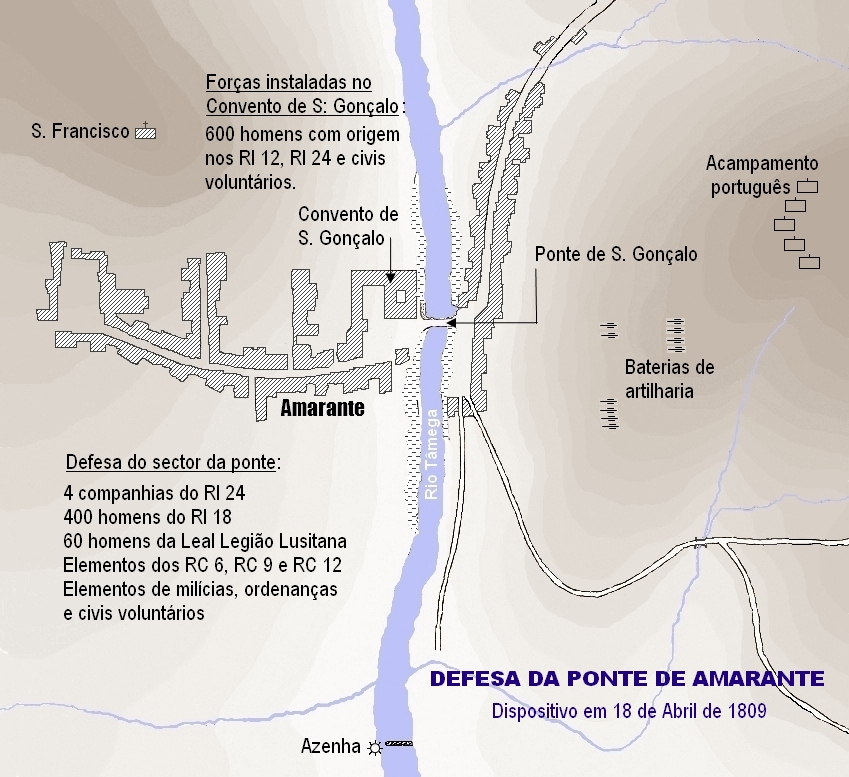
Esquema defensivo da ponte de Amarante.

No dia 2 de Maio, cerca das 04H00, conseguiram fazer explodir quatro barris de pólvora que destruíram em grande parte as defesas da ponte. Este plano tinha sido cuidadosamente preparado pelo capitão Bouchard. Não foi uma operação fácil porque as forças portuguesas tinham colocado um dispositivo que lhes permitiria fazer explodir uma carga de pólvora suficiente para cortar o arco oriental da ponte. Surpreendidas, as tropas portugueses mal tiveram tempo para reagir pois, imediatamente após a explosão, as forças francesas lançaram o ataque, apoderaram-se da ponte, desarmaram o dispositivo preparado para a inutilizar e rapidamente ocuparam toda a vila de Amarante. As forças portuguesas retiraram em direcção a Vila Real, Mesão Frio e Entre-os-Rios.
Na defesa da Ponte de Amarante, durante os catorze dias de resistência, as forças do general Silveira sofreram 211 mortos e 114 feridos. Entre os mortos contavam-se 7 oficiais.
Após a conquista da Ponte de S. Gonçalo e a retirada das forças portuguesas de Amarante e restantes posições da linha do Tâmega, Soult ordenou que a Divisão Delaborde voltasse para o Porto e que Loison, com as restantes forças (7.000 homens), efectuasse acções de reconhecimento por Vila Real e por Peso da Régua com a finalidade de finalmente abrir as linhas de comunicações com Espanha. As forças de Loison foram detidas antes de atingirem a Régua e, ao tomar conhecimento que as forças do general Silveira ameaçavam cortar a sua ligação com Amarante, aquele general resolveu retirar para aquela vila por forma a manter a posse da ponte de S. Gonçalo.
Nesta retirada, as forças francesas foram perseguidas e flageladas pelas populações e, em resposta, pilhavam e destruíam tudo o que podiam. Além das populações, forças de guerrilha montavam constantes emboscadas e, no dia 12 de Maio, antes de entrar em Amarante, nas proximidades de Vila Chã, foram novamente envolvidos num renhido combate com as forças do general Silveira. O combate foi interrompido à noite e Loison, receando a aproximação das forças do exército anglo-luso que marchava para Norte, retirou por Amarante e dirigiu-se para Guimarães. Na manhã do dia 13, tendo verificado que os Franceses tinham abandonado Amarante, as forças portuguesas ocuparam novamente esta vila.
Os franceses conseguiram romper a defesa do Tâmega e apoderaram-se da ponte de S. Gonçalo em Amarante. As forças portuguesas tinham sido obrigadas a uma rápida retirada mas conseguiram reagrupar-se e retomar a ponte e a vila e os franceses retiraram. No decorrer desta defesa, foi imobilizada uma parte importante do II CE, na linha do Tâmega, durante catorze dias. As operações para garantir a posse desta ponte tinham começado mais de um mês antes, a 31 de Março, quando a Brigada Caulaincourt tinha saído do Porto em direcção a Amarante.